# Селашу-де-Жос
Селашу-де-Жос (рум. Sălașu de Jos) — село у повіті Хунедоара в Румунії. Входить до складу комуни Селашу-де-Сус.
Село розташоване на відстані 274 км на північний захід від Бухареста, 38 км на південь від Деви, 146 км на південь від Клуж-Напоки, 137 км на схід від Тімішоари, 149 км на північний захід від Крайови.

## Населення
За даними перепису населення 2002 року у селі проживали 285 осіб.
Національний склад населення села:
| Національність | Кількість осіб | Відсоток |
| -------------- | -------------- | -------- |
| румуни         | 279            | 97,9%    |
| цигани         | 6              | 2,1%     |

Рідною мовою назвали:
| Мова      | Кількість осіб | Відсоток |
| --------- | -------------- | -------- |
| румунська | 279            | 97,9%    |
| циганська | 6              | 2,1%     |